# ダーウィン＝ウォレス・メダル

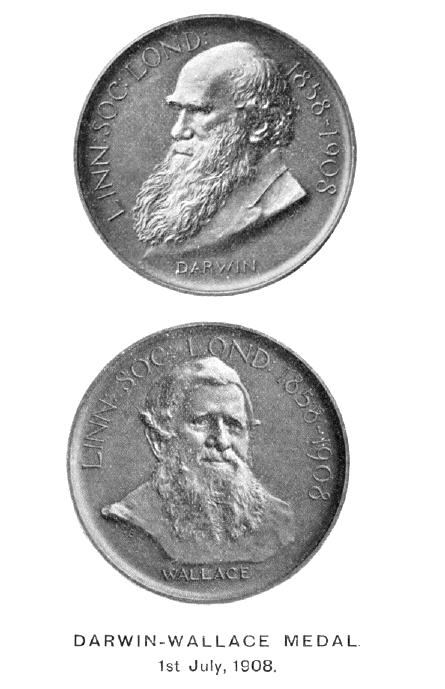
ダーウィン＝ウォレスメダルのシルバーメダル

ダーウィン＝ウォレス・メダルはロンドン・リンネ協会から50年に一度送られる賞である。チャールズ・ダーウィンとアルフレッド・ウォレスの共同論文『変異型がもとの種より無限に遠ざかる傾向について；および自然が選択によって変種と種を永続させることについて』がリンネ協会で発表された1858年7月1日の50年後に当たる1908年に第一回の受賞が行われた。この賞は進化生物学を大きく発展させた人物に対して贈られる。2008年にリンネ協会は第三回目の受賞者を発表し、今後は50年ごとではなくて毎年授与することを発表した。

## 受賞者一覧

### 1908年
ゴールド・メダルがアルフレッド・ラッセル・ウォレスに贈られた。
以下の6人にシルバー・メダルが贈られた。
- ジョセフ・ダルトン・フッカー
- アウグスト・ヴァイスマン
- エルンスト・ヘッケル
- フランシス・ゴルトン
- レイ・ランケスター
- エードゥアルト・シュトラースブルガー

### 1958年
以下の20人にシルバー・メダルが贈られた。
- Edgar Anderson
- E. Pavlovsky
- モーリス・コルリー
- Bernhard Rensch
- ロナルド・フィッシャー
- ジョージ・ゲイロード・シンプソン
- C. R. Florin
- カール・スコッツベリ
- ロジェ・エイム
- H. Hamshaw Thomas
- J・B・S・ホールデン
- Erik Stensiö
- ジョン・ハッチンソン
- イエテ・トゥレッソン
- ジュリアン・ハクスリー
- Victor van Straelen
- エルンスト・マイヤー
- デービッド・M・S・ワトソン
- ハーマン・J・マラー
- ジョン・クリストファー・ウィリス

### 2008年
以下の14人にシルバー・メダルが贈られた。
- Nick Barton
- M.W. Chase
- Bryan Clarke
- en:Joseph Felsenstein
- スティーヴン・ジェイ・グールド
- ピーター・グラントとローズマリー・グラント
- James Mallet
- リン・マーギュリス
- ジョン・メイナード＝スミス
- Mohamed Noor
- H. Allen Orr
- Linda Partridge

### 2010年以降
- en:Brian Charlesworth (2010年)
- en:James A. Lake (2011年)
- en:Loren H. Rieseberg (2012年)
- en:Godfrey Hewitt (2013年)
- en:Dolph Schluter (2014年)
- Roger Butlin (2015年)
- en:Pamela S. Soltis, Douglas E. Soltis (2016年)
- John N. Thompson (2017年)
- en:Josephine Pemberton (2018年)
- スバンテ・ペーボ、デイヴィッド・ライク (2019年)
- Spencer Charles Hilton Barrett (2020年)
- Sarah Otto (2021年)
- David Jablonski (2022年)
- Ziheng Yang (2023年)
- Peter Crane(2024年)
- Trudy Mackay(2025年)